# (4565) Grossman
(4565) Grossman es un asteroide perteneciente al cinturón de asteroides, descubierto el 2 de marzo de 1981 por Schelte John Bus desde el Observatorio de Siding Spring, Nueva Gales del Sur, Australia.

## Designación y nombre
Designado provisionalmente como 1981 EZ17. Fue nombrado Grossman en honor al estadounidense Lawrence Grossman Presidente del Departamento de ciencias geofísicas en la Universidad de Chicago, ha dedicado su carrera a estudiar las inclusiones de calcio-aluminio en condritas carbonáceas.

## Características orbitales
Grossman está situado a una distancia media del Sol de 2,569 ua, pudiendo alejarse hasta 2,896 ua y acercarse hasta 2,242 ua. Su excentricidad es 0,127 y la inclinación orbital 14,72 grados. Emplea 1504 días en completar una órbita alrededor del Sol.

## Características físicas
La magnitud absoluta de Grossman es 12,9. Tiene 7,36 km de diámetro y su albedo se estima en 0,271.